# Reinhard R. Doerries
Reinhard R. Doerries (* 1934) ist ein deutscher Historiker.

## Leben
Nach der Promotion in Bochum 1971 und Habilitation 1983 in Hamburg war er ab 1983 dort Professor für Neuere Geschichte, ab 1986 Universität Kassel, ab 1988 an der Universität Erlangen-Nürnberg und 1986 Gastprofessor an der University of Southampton.

## Veröffentlichungen (Auswahl)
- Diplomaten und Agenten. Nachrichtendienste in der Geschichte der deutsch-amerikanischen Beziehungen. C. Winter Universitäts Verlag, Heidelberg 2001, ISBN 978-3-8253-1137-7.
- Reinhard R. Doerries: Hitler’s Last Chief of Foreign Intelligence: Allied Interrogations of Walter Schellenberg. In Row: Studies in Intelligence. Taylor & Frances in Routledge, u. a. London 2003, ISBN 978-0-7146-5400-3.